# Referéndum constitucional de Siria de 1973
El referéndum constitucional de Siria de 1973 (árabe: استفتاء على دستور السوري) fue realizado en ese país el 12 de marzo de 1973. Los cambios fueron aprobados por el 97,8% de los votantes, con la participación informó que 88,9%.

## Resultados
| Opción               | Votos     | %     |
| -------------------- | --------- | ----- |
| Voto «A favor»       | 2.035.215 | 97,8% |
| Voto «En contra»     | 46.825    | 2,3%  |
| Total votos emitidos | 2.085.261 | 100%  |